# Ganina
Ganina – wieś w Polsce położona w województwie wielkopolskim, w powiecie gnieźnieńskim, w gminie Gniezno.
W latach 1954–1959 wieś należała i była siedzibą władz gromady Ganina, po jej zniesieniu w gromadzie Jankowo Dolne. W latach 1975–1998 miejscowość administracyjnie należała do województwa poznańskiego.